# ターマガント
ターマガント（Termagant）とは、中世ヨーロッパで「イスラム教徒が崇拝している」と考えられた架空の神格。
マホメット、アポリンとともにイスラム教の三主神を構成するとされた。
ルドヴィーコ・アリオストの『狂えるオルランド』ではトリヴィガンテ（Trivigante）、『ローランの歌』ではテルヴァガン（Tervagan）と表記される。
シェイクスピアの『ハムレット』の第三幕二場で、主人公ハムレットはヘロデ王とともにその名を引き合いに出している。『ハムレット』の注釈書では中世の劇に登場すると説明されたが、実際にはそのような事実は無いという。

## その他
- 英語では「口やかましい女性」を意味する単語でもある。
- イギリス海軍にも同名の駆逐艦が二隻あった。